# Логори, Лони
Лони Логори (алб. Loni Logori; 1871, Корча, вилайет Манастир — 1929, Дуррес, Албания) — албанско-египетский предприниматель, поэт и активный деятель Албанского национального движения.

## Биография
Лони Логори родился в 1871 году в Корче, в то время входившей в состав вилайета Манастир Османской империи. Как и многие другие люди из его региона он эмигрировал в юном возрасте. Когда ему было 13, он оказался в Египте. Там Логори получил образование, окончив Французский лицей Александрии. Он был активным участником местных албанских патриотических кругов. Также Логори поддерживал контакты с членами общин албанских эмигрантов в Бухаресте, Стамбуле, Италии и Брюсселе. В 1909 году он представлял албанскую общину Египта на Эльбасанском конгрессе, где были установлены основы албанского образования.
Логори прожил в Египте большую часть своей жизни. В 1929 году он приехал в Албанию по приглашению албанского правительства того времени, покинув Египет и поселившись в албанском Дурресе, но в том же году умер.

### Предприниматель
Лони Логори был успешным предпринимателем в Египте. В то время Египет испытывал огромный экономический подъём и процветание, чему способствовали французские и британские инвестиции (Суэцкий канал), модернизация и широкие возможности для предпринимательства. Вместе со своим племянником Мило Дучи Логори занимал важную роль в экономическом развитии региона дельты Египта, находившемся под контролем британского графа Кроумера. К 1901 году дядя с племянником работали по проектам, явно отвечавшим коммерческим интересам британской администрации и местных землевладельцев. Логори построил большую часть сети каналов в районе Мина.

### Поэт
Лони Логори является автором многих лирических стихов и песен на албанском языке, таких как Drenovarja (Девушка из Дреновы), Vemi o vemi (Пойдем, пойдем), Celu çelu и других. В своих произведениях он также воспевал национальных албанских героев (Кристо Неговани, Спиро Костури и других). Логори перевёл с французского на албанский язык пьесу Пьера Корнеля «Сид». Кроме того, он несколько раз пытался написать национальный гимн для Албании. Одна из первых попыток, названная «Королевским гимном»  (алб. Hymni Mbretnor), была найдена в каталогах Victor Records. Эта запись была сделана 28 марта 1918 года в Нью-Йорке, гимн исполнил тенор Джузеппе Мауро, а дирижёром выступил Натаниэль Шилкрет. 